# Titan A.E.
Titan A.E. es una película estadounidense de animación de 2000 dirigida por Don Bluth y Gary Goldman. El título se refiere a la nave espacial ficticia en que se apoya la trama, y las iniciales «A.E.» son abreviatura de After Earth (en inglés, Después de la Tierra). Fue estrenada el 9 de junio de 2000, convirtiéndose en un fracaso de taquilla y críticas negativas.

## Trama
En el año 3028, la humanidad dominó los viajes al espacio profundo e interactuó con varias especies alienígenas. Una invención humana llamada "Proyecto Titán" alerta a los Drej, una especie alienígena hostil basada en energía pura. Cuando los Drej comienzan a atacar la Tierra, el profesor Sam Tucker, el investigador principal del "Proyecto Titán", envía a su hijo, Cale, en una de las naves de evacuación con su amigo alienígena, Tek, mientras que Tucker y otros miembros de su equipo vuelan la Nave espacial Titán fuera de la Tierra y se disparan hacia el hiperespacio. La nave nodriza Drej llega y dispara un arma de energía dirigida al planeta que destruye completamente la Tierra, mientras que los restos de la explosión también destruyen la Luna. Los humanos supervivientes se convierten en nómadas, generalmente marginados por otras especies alienígenas.
Quince años más tarde, Cale trabaja en el sitio de salvamento en un cinturón de asteroides llamado Tau 14. Él es rastreado por Joseph Korso, capitán de la nave espacial Valkyrie. Korso revela que Tucker codificó un mapa para encontrar la nave Titán en el anillo que le dio a Cale. Tek le dice a Cale que el futuro de la humanidad depende de encontrar el Titán. Cuando los Drej atacan el sitio de salvamento, Cale escapa a bordo del Valkyrie con Korso y su tripulación: Akima, una piloto humana, junto con Preed, Gune y Stith, alienígenas de varias especies.
En el planeta Sesharrim, los Gaoul, alienígenas parecidos a los murciélagos, interpretan el mapa y descubren que el Titán escondido en la Nebulosa de Andali. Cazas Drej llegan, capturando a Cale y Akima. Los Drej finalmente descartan a Akima y extraen el mapa del Titán de Cale. La tripulación de Korso rescata a Akima, mientras que Cale finalmente escapa en un caza Drej, y vuelve a unirse al grupo. El mapa de Cale ha cambiado y ahora muestra la ubicación final del Titán.
Mientras se reabastecen en una estación espacial humana llamada New Bangkok, Cale y Akima descubren que Korso y Preed están planeando traicionarlos y entregar el Titán a los Drej. Cale y Akima logran escapar del Valkyrie, pero están varados en New Bangkok, cuando Korso y el resto de la tripulación parten hacia el Titán. Con la ayuda de los colonos de New Bangkok, Cale y Akima rescatan y reparan una pequeña pero veloz nave espacial llamada Phoenix y compiten por encontrar el Titán antes que Korso.
Cale y Akima navegan a través del campo de hielo gigante en la Nebulosa de Andali, y atracan con el Titán, antes de que llegue la Valkyrie. Ahí, descubren muestras de ADN de animales terrestres y un mensaje holográfico pregrabado dejado por Tucker. Tucker explica en su mensaje que el Titán fue diseñado con una característica única en el Universo: crear un planeta con características semejantes a la Tierra. Sin embargo, debido a su escape de la Tierra antes de su destrucción, sus células de energía carecen de la energía necesaria para iniciar el proceso. El mensaje se interrumpe con la llegada de Korso y Preed. Preed se revela a sí mismo como un mercenario de los Drej, y traiciona a Korso, mientras lo detiene a él, Cale y Akima a punta de pistola. Preed intenta matar a los tres para los Drej, pero Korso lo mata rompiéndole el cuello. Momentos después, los Drej atacan al Titán. Mientras que la tripulación restante del Valkyrie los distrae, Cale, dado el hecho de que los Drej son, en esencia, seres de energía pura, modifica el Titán para absorberlos, y de ese modo revitaliza la nave. Korso sacrifica su vida para ayudar a Cale a completar las reparaciones. El Titán absorbe la nave nodriza Drej junto con todos los que están a bordo, exterminando a los Drej en el proceso. Gracias a la energía absorbida, el reactor del Titán se activa a plena capacidad y usa su poder adquirido, junto con el campo de hielo, para comenzar el proceso de terraformación y generar un nuevo planeta habitable.
Mientras están ya en el recién formado Planeta "Bob", Cale y Akima son testigos del clima del nuevo planeta cuando comienza a llover. Stith y Gune se van al Valkyrie, cuando naves humanas se acercan al planeta para comenzar una nueva vida.

## Reparto

### En Estados Unidos
Las voces originales en inglés son las siguientes:
- Matt Damon - Cale Tucker
- Drew Barrymore - Akima Kunimoto
- Bill Pullman - Capitán Joseph Korso
- John Leguizamo - Gune
- Nathan Lane - Preed
- Janeane Garofalo - Stith
- Ron Perlman - Profesor Sam Tucker
- Alex D. Linz - Joven Cale Tucker
- Tone Lōc - Tek
- Jim Breuer - Cocinero
- Jim Cummings - Chowquin
- Charles Rocket - Firrikash
- Ken Campbel - Po

### En España
El doblaje de España incluyó las voces de:
- José Posada - Cale Tucker
- Jöel Mulachs - Akima Kunimoto
- Juan Carlos Gustems - Capitán Joseph Korso
- Alberto Mieza - Gune
- Pep Antón Muñoz - Preed
- María Moscardó - Stith
- Jordi Boixaderas - Profesor Sam Tucker
- Ian Lleonart - Joven Cale Tucker
- Pepe Mediavilla - Tek
- Aleix Estadella - Cocinero
- Mario Arpal - Chowquin
- Ricky Coello - Firrikash
- Domenech Farell - Po

### En Hispanoamérica
El doblaje mexicano para Hispanoamérica incluyó las voces de:
- Kuno Becker - Cale Tucker
- Jessica Ortiz - Akima Kunimoto
- Carlos Segundo Bravo - Capitán Joseph Korso
- Alfonso Obregón - Gune
- Jesse Conde - Preed
- Carola Vázquez - Stith
- Salvador Delgado - Profesor Sam Tucker
- Uraz Huerta - Joven Cale Tucker
- Rubén Moya - Tek
- Eduardo Giaccardi - Cocinero
- Ricardo Hill - Chowquin
- Vanessa Acosta - Niña
- Javier Rivero - Pollac
- Dulce Guerrero - Madre Drej

Créditos técnicos
- Estudio de doblaje: Prime Dubb, México D.F.
- Director de diálogo: Javier Rivero
- Traductor/adaptador: Eduardo Giaccardi y Jesús Vallejo

## Banda sonora
La música de Titan A.E. fue compuesta por Graeme Revell, pero además en la película se incluyeron temas de artistas famosos, con sonidos muy actuales. Dichos temas son:
- Over My Head - Lit
- The End Is Over - Powerman 5000
- Cosmic Castaway - Electrasy
- Everything Under The Star - Fun Lovin Criminals
- It's My Turn Fly - The Urge
- Not Quite Paradise - Bliss
- Everybody's Going To The Moon - Jamiroquai
- Karma Slave - Splashdown
- Renegade Survivor - Wailing Souls
- Down To Earth - Lucius Jackson
- Like Lovers (Holding On) - Texas

## Fechas de estreno mundial
| País                                                                          | Fecha de estreno                  |
| ----------------------------------------------------------------------------- | --------------------------------- |
| Alemania                                                                      | Jueves 10 de agosto de 2000       |
| Argentina                                                                     | Jueves 20 de julio de 2000        |
| Australia                                                                     | Jueves 4 de enero de 2001         |
| Austria                                                                       | Viernes 11 de agosto de 2000      |
| Bélgica                                                                       | Miércoles 18 de octubre de 2000   |
| Belice · Costa Rica · El Salvador · Guatemala · Honduras · Nicaragua · Panamá | Viernes 7 de julio de 2000        |
| Bolivia                                                                       | Jueves 27 de julio de 2000        |
| Brasil                                                                        | Viernes 7 de julio de 2000        |
| Bulgaria                                                                      | Viernes 27 de octubre de 2000     |
| Chile                                                                         | Jueves 6 de julio de 2000         |
| Colombia                                                                      | Viernes 30 de junio de 2000       |
| Corea del Sur                                                                 | Sábado 29 de julio de 2000        |
| Croacia                                                                       | Jueves 7 de septiembre de 2000    |
| Dinamarca                                                                     | Viernes 6 de octubre de 2000      |
| Ecuador                                                                       | Viernes 28 de julio de 2000       |
| Egipto                                                                        | Miércoles 6 de septiembre de 2000 |
| EAU                                                                           | Miércoles 18 de octubre de 2000   |
| Eslovenia                                                                     | Jueves 14 de diciembre de 2000    |
| España                                                                        | Viernes 11 de agosto de 2000      |
| Estados Unidos · Canadá                                                       | Viernes 9 de junio de 2000        |
| Estonia                                                                       | Viernes 18 de agosto de 2000      |
| Filipinas                                                                     | Miércoles 21 de junio de 2000     |
| Finlandia                                                                     | Viernes 20 de octubre de 2000     |
| Francia                                                                       | Miércoles 18 de octubre de 2000   |

| País                         | Fecha de estreno                 |
| ---------------------------- | -------------------------------- |
| Grecia                       | Viernes 15 de diciembre de 2000  |
| Hong Kong                    | Jueves 29 de junio de 2000       |
| Hungría                      | Jueves 10 de agosto de 2000      |
| India                        | Viernes 2 de marzo de 2001       |
| Indonesia                    | Miércoles 12 de julio de 2000    |
| Islandia                     | Viernes 15 de septiembre de 2000 |
| Israel                       | Jueves 3 de agosto de 2000       |
| Italia                       | Viernes 29 de septiembre de 2000 |
| Jamaica                      | Miércoles 26 de julio de 2000    |
| Japón                        | Sábado 12 de agosto de 2000      |
| Letonia                      | Viernes 22 de septiembre de 2000 |
| Líbano                       | Jueves 19 de octubre de 2000     |
| Lituania                     | Viernes 25 de agosto de 2000     |
| Malasia                      | Jueves 15 de junio de 2000       |
| México                       | Viernes 21 de julio de 2000      |
| Noruega                      | Viernes 29 de septiembre de 2000 |
| Nueva Zelanda                | Jueves 21 de septiembre de 2000  |
| Países Bajos                 | Jueves 10 de agosto de 2000      |
| Paraguay                     | Viernes 4 de agosto de 2000      |
| Perú                         | Jueves 27 de julio de 2000       |
| Polonia                      | Viernes 18 de agosto de 2000     |
| Portugal                     | Viernes 18 de agosto de 2000     |
| Puerto Rico                  | Jueves 22 de junio de 2000       |
| Reino Unido Irlanda          | Viernes 28 de julio de 2000      |
| República Checa · Eslovaquia | Jueves 3 de agosto de 2000       |
| República Dominicana         | Jueves 6 de julio de 2000        |
| Rumania                      | Viernes 13 de octubre de 2000    |
| Rusia                        | Jueves 24 de agosto de 2000      |
| Singapur                     | Jueves 15 de junio de 2000       |
| Sudáfrica                    | Viernes 15 de diciembre de 2000  |
| Suecia                       | Viernes 25 de agosto de 2000     |
| Suiza                        | Jueves 3 de agosto de 2000       |
| Tailandia                    | Viernes 27 de octubre de 2000    |
| Taiwán                       | Sábado 24 de junio de 2000       |
| Turquía                      | Viernes 11 de agosto de 2000     |
| Uruguay                      | Viernes 7 de julio de 2000       |
| Venezuela                    | Miércoles 19 de julio de 2000    |

## Premios
- 2001
  - Golden Reel - Best Sound Editing - Animated Feature

Además, recibió varias nominaciones a otros premios entre los que destacan tres nominaciones a los Annie.

## Videojuego
Durante el desarrollo de la película, surgió la propuesta de crear un videojuego que adaptara los eventos de la misma. El plan era lanzar el juego a finales de los 2000, unos meses después del estreno en cines, para la plataforma PlayStation y que fuera llevado a cabo por Blitz Games Studios. El juego fue mostrado durante el E3 del 2000 con una demo técnica en la que había varios niveles. Debido a los bajos resultados en taquilla, Fox Interactive decidió detener el desarrollo.
En la actualidad, se puede encontrar por internet la demo mostrada en el evento de E3 tanto en vídeo como en archivo ejecutable para jugarlo en emuladores o en la consola original.